# アメリカ VS イングランド (1950 FIFAワールドカップ)
1950年のアメリカ VS イングランド (1950 FIFAワールドカップ)は、1950 FIFAワールドカップのグループ2の第2戦にて行われた試合。当時世界最強と言われていたイングランド代表に対して格下であるアメリカ代表が勝利したことは世界中に衝撃を与えた。ベロオリゾンテの奇跡ともいわれる。

## 背景
当時のイングランドはワールドカップには一度も参加したことがなかった。これは、FA(フットボール・アソシエーション)とFIFAの関係が常に悪かったからであると言われている。 しかし、関係が改善しイングランドは今回のブラジル大会に初めて名を連ねた。戦後の成績は23勝4敗3分と圧倒的なものであり、今大会もスタンリー・マシューズ、トム・フィニーといったスター軍団を擁し初戦のチリ戦をマシューズなしで勝つなど、まさに開催国ブラジルと並ぶ優勝候補であった。
対するアメリカは、そもそも参加する選手がセミプロ選手僅かと、残りはアマチュアという今では考えられない組み合わせであり、当時のイングランド3部レベルの選手の集まりだった。中には市民権を得る意思を持っていた外国人選手もいた(後にFIFAが承認)。スコットランド人監督であるビル・ジェフリーも「勉強をしに来た。我々にチャンスはない」と答えるほどだった。初戦のスペイン戦は驚くべき先制点を挙げたものの、その後3失点し逆転負け。世界の厳しさを目の当たりにしていた最中であった。

## 概要
試合はブラジル、ベロオリゾンテのエスタジオ・ライムンド・インデペンデンシアにて行われた。イングランドはチリ戦に続きマシューズを温存して臨んでいたが、これが後に大きく裏目に出てしまう。試合は大方の予想通りイングランドのペースで始まり、前半12分までに6本のシュートを放ったがポスト直撃やGKフランク・ボーギの好セーブに阻まれた。シュートを1本しか打てていなかったアメリカは38分にMFウォルター・バーがミドルシュートを放つも力が入らず。しかし、キャッチしようとしたGKバート・ウィリアムズよりも先にFWのジョー・ゲイジェンズが早く飛び込みヘディングシュート。これがゴールに吸い込まれアメリカが先制に成功する。しかし、まだこの時点では観客達はそれほど驚いた様子ではなく、前述した通り、アメリカは初戦と同じ過ちを繰り返すと思われていた。
後半は終始イングランドの猛攻が続いた。アメリカはもはや反則覚悟のタックルと体力だけでイングランドの攻撃を凌ぎ続けた。すると、次第に観客達の興味はイングランド初のワールドカップの舞台を観戦することよりも、アメリカの思わぬ勝利を観戦することの方に向いていった。そのまま時間だけが過ぎて行き試合は終了。FIFAワールドカップ史上最大の番狂わせの一つに数えられる試合となった。

## 試合
| アメリカ合衆国    | 1–0      | イングランド |
| ----------------- | -------- | ------------ |
| ゲイジョンズ 38分 | レポート |              |

| アメリカ合衆国 | イングランド |

|                  |  |                          |  |
|                  |  |                          |  |
| GK               |  | フランク・ボーギ         |  |
| RB               |  | ハリー・キーオ           |  |
| LB               |  | ジョー・マカ             |  |
| RH               |  | エド・マキルヴェニー (c) |  |
| CH               |  | チャーリー・コロンボ     |  |
| LH               |  | ウォルター・バー         |  |
| IR               |  | ジノ・パリアーニ         |  |
| IL               |  | ジョン・ソウザ           |  |
| OR               |  | フランク・ウォレス       |  |
| OL               |  | エド・ソウザ             |  |
| CF               |  | ジョー・ゲイジェンズ     |  |
| 監督:            |  |                          |  |
| ビル・ジェフリー |  |                          |  |

|                              |  |                      |  |
|                              |  |                      |  |
| GK                           |  | バート・ウィリアムズ |  |
| RB                           |  | アルフ・ラムゼイ     |  |
| LB                           |  | ジョン・アストン     |  |
| CH                           |  | ビリー・ライト (c)   |  |
| MF                           |  | ローリー・ヒューズ   |  |
| MF                           |  | ジミー・ディキンソン |  |
| FW                           |  | ウィルフ・マニオン   |  |
| FW                           |  | トム・フィニー       |  |
| FW                           |  | ジミー・マレン       |  |
| FW                           |  | スタン・モーテンセン |  |
| FW                           |  | ロイ・ベントリー     |  |
| 監督:                        |  |                      |  |
| ウォルター・ウィンターボトム |  |                      |  |

| 副審: チャールズ・デ・ラ・サール (フランス) ジョバンニ・ガレアティ (イタリア) |

## その後
- 思わぬ敗戦を喫したイングランドは最終戦のスペイン戦に臨むもののあえなく敗北しグループステージ敗退。この出来事はイングランドサッカー史上最大の恥と称され、試合で着用していた青のユニフォームは今日に至るまで使用されていない。

- 大金星を成し遂げたアメリカだったが、最終戦のチリ戦は2-5で敗北、グループステージで敗退した。しかし、アメリカ国民自体がサッカーに興味を持っておらず、現地ブラジルにも記者を一人しか派遣しないなどアメリカではそこまで話題にはならなかった。DFハリー・キーオも試合後の会見にて「試合前、私たちは0-2での敗戦なら満足していたし、勝とうとも思っていなかった。出来うる限り、最善を尽くすことのみ考えていた」とコメントしている。

- 地元ブラジルの観客達は今大会最大のライバルとも目されていたイングランドの敗退を大いに喜んだが、決勝リーグにてマラカナンの悲劇というブラジルサッカー史上最悪の悲劇に直面することとなってしまう。

- 勝利の立役者となったハイチ出身であるゲイジェンズは、帰国したハイチで悲しい結末を迎る。ゲイジェンズは政治に興味がなかったが、14年後の1964年にハイチのデュヴァリエ大統領が発足させた秘密警察トントン・マクートに逮捕され、フォート・ディマンシェ刑務所に投獄された。投獄2日目に目撃されたのを最後にそのまま消息を絶った。同年7月10日に死亡したと推測されているが、未だに遺体も発見されていない。デュヴァリエ政権下での3万人の犠牲者のうちの1人だと考えられている。

- 2005年にこの試合の実話を基にしたアメリカ映画『ジェラルド・バトラー in THE GAME OF LIVES』（原題：The Game of Their Lives）が公開されている。ジェフリー・ダグラスの著作『ワールドカップ伝説 奇跡を起こした11人』（原題：The Game of Their Lives）を映画化した作品。
- その後、両者は2010年と2022年のワールドカップで対戦しており、2010年が1-1、2022年が0-0と引き分けに終わっている。また、親善試合を含めるとイングランド側の8勝2敗2分となっている[4]。